# Jan Olij
Jan Olij (* 10. August 1920 in Landsmeer; † 8. Mai 1996 bei Buenos Aires) war ein niederländischer Boxer und Kollaborateur in der Zeit der deutschen Besetzung der Niederlande. Er wurde in den Niederlanden als Kriegsverbrecher zu 20 Jahren Haft verurteilt, die er aber nie verbüßen musste, weil er in Argentinien lebte und nicht ausgeliefert wurde.

## Biographie

### In deutschen Diensten
Jan Olij wurde als Sohn von Sam Olij geboren, der als Boxer bei den Olympischen Spielen in Amsterdam angetreten war. Auch Sam Olijs Söhne Jan und Kees waren als Boxer aktiv, anfangs in der boksschool Olympia, wo viele Juden Mitglied waren. Jan Olij, auch bekannt als Reus van Landsmeer (Riese von Landsmeer), wurde 1940 niederländischer Meister im Schwergewicht. In den 1930er Jahren wurden die drei Männer Mitglied der NSB; insbesondere die Söhne waren überzeugte Antisemiten. 1940 trat Vater Olij in den Dienst der Zentralstelle für Jüdische Auswanderung, seine Söhne Kees und Jan meldeten sich zur Waffen-SS. Von Juli 1940 bis Februar 1941 hielt sich Jan Olij zur Ausbildung bei der Waffen-SS in München auf. Anschließend wurde er bis November 1941 in Griechenland, Jugoslawien und Russland als Mitglied der SS-Standarte „Westland“ eingesetzt. In sein Tagebuch notierte er:

“24-30 juni [...] Verschrikkelijke tonelen, in Lemberg. Duizenden lijken, van vermoorde vrouwen, mannen en Volksdeutschen. Overal knalt het, en worden de joden neergeschoten. 1 juli 1941. Ik ben 1 jaar bij de SS. Mijn eerste gevechtsdag. Dan komen wij in het bezit van 30 lijkplunderaars, Joden. Allen worden vijf na vijf neergeschoten, na hun eigen graven gemaakt te hebben. Ik ben doodsmisselijk van deze knallerij. Het is geen alledaags werk, mensen neerschieten. 3-4 juli 1941, honderden Joden worden doodgeschoten. Met hun handen graven zij hun vermoorde slachtoffers op, daarna worden meteen in dezelfde graven neergeknald.”

„24.–30. Juni [...] Entsetzliche Szenen, in Lemberg. Tausende Leichen, von ermordeten Frauen, Männern und Volksdeutschen. Überall knallt es, und es werden Juden erschossen. 1. Juli 1941. Ich bin seit einem Jahr bei der SS. Mein erster Gefechtstag. Dann fielen uns 30 Leichenplünderer in die Hände, Juden. [Jeweils] fünf werden alle nacheinander erschossen, nachdem sie ihr eigenes Grab ausgehoben haben. Mir ist todübel von dieser Knallerei. Das ist keine alltägliche Arbeit, Menschen zu erschießen. 3.–4. Juli 1941. Hunderte von Juden werden erschossen. Mit ihren Händen graben sie ihre ermordeten Opfer aus, anschließend wurden sie in denselben Gräbern niedergeknallt.“

An seine Familie schrieb er: „Das einzige, was es in Russland gibt, sind Läuse und Juden, womit wir kurzen Prozeß gemacht haben, bei der ersten der zwei Sorten mit der Hand, bei der zweiten mit Pistole und Gewehr. Ihr seht, Euer Neffe ist jetzt auch so ein Mörder, was aber mein Gewissen wegen der lausigen Juden, die die arme russische Bevölkerung betrügen und ausplündern, wenig plagt.“
An der Ostfront wurde Olij verwundet und kehrte in die Niederlande zurück. Nach seiner Genesung nahm er seine Boxkarriere wieder auf. Im Juni 1942 verlor er in Klagenfurt einen Kampf gegen den deutschen Olympiasieger im Schwergewicht aus Wuppertal, Herbert Runge, nachdem er zuvor Meister der Ostmark geworden war. Am 24. September 1942 verließ er die SS im Rang eines Rottenführers und trat 1943 dem Arbeitskontrolldienst bei, wo er den Auftrag hatte, untergetauchte Menschen aufzuspüren. 1945 wechselte er zur Ordnungspolizei (Grüne Polizei), wo er sich einen Namen damit machte, Geständnisse aus Häftlingen herauszuprügeln.

### Nach dem Krieg

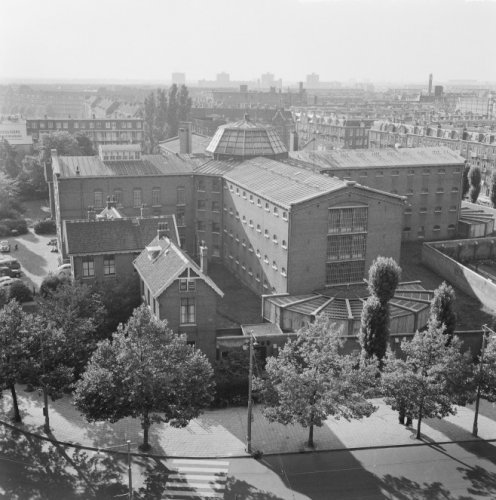
Das Amsterdamer Gefängnis am Amstelveenseweg (hier 1964)

Nach dem Ende der Besetzung der Niederlande durch die Deutschen, im Juli 1945, wurde Jan Olij von den niederländischen Behörden verhaftet und saß im Gefängnis am Amstelveense Weg in Amsterdam ein. Nach zwei Jahren wurde er in ein Internierungslager in Hoensbroek überstellt, wo er in einem Kohlebergwerk arbeiten musste. Von dort gelang ihm die Flucht bis nach Spanien, wo er kurzzeitig in einem Lager im baskischen Nan Clares de la Oca untergebracht war. Anschließend verdiente er sich im spanischen Norden unter dem Namen Jack Oley seinen Lebensunterhalt mit Boxen. Die Boxkämpfe wurden von der ehemaligen Amsterdamer Unterweltgröße Dries Riphagen organisiert, der ebenso wie Olij auf der Flucht vor der niederländischen Justiz war. 1949 hatte Olij soviel Geld beisammen, dass er sich eine Schiffspassage nach Brasilien kaufen konnte, von wo aus er nach Argentinien gelangte. In Abwesenheit wurde er im Juli desselben Jahres vom Bijzonder Gerechtshof, dem niederländischen Sondergerichtshof für Kriegsverbrechen und Hochverrat, wegen seiner Mitgliedschaft in der Waffen-SS, seiner Beteiligung an Massenerschießungen in Osteuropa und der Verhaftung von Verfolgten des NS-Regimes in den Niederlanden zu einer Haftstrafe von 20 Jahren verurteilt.
Olij ließ sich in Argentinien nieder, heiratete und wurde Vater eines Sohnes. Er boxte erneut für Riphagen, der schon zwei Jahre zuvor nach Argentinien gekommen war und gute Kontakte bis in oberste Regierungskreise hatte, nun unter dem Namen Jan Olij Hottentot (Hottentot war der Geburtsname seiner Mutter). Seinen letzten Kampf bestritt er am 1. Januar 1950 in Mendoza gegen den Argentinier Francisco Romero; wegen Arthritis musste er den Sport aufgeben. Er selbst gab später an, er sei durch einen Sturz vom Dach zum Invaliden geworden.
Ende der 1950er Jahre soll die Organisation Odessa Olij nach dessen Aussage eine kurzzeitige Rückkehr nach Europa ermöglicht haben, wo er im deutschen Herten lebte, um sich mit seiner Familie zu treffen. Nach einer Verhaftung sei ihm erneut die Flucht gelungen. Nach anderer Darstellung informierten der ehemalige Widerstandskämpfer Harry Tromp und der Journalist Han Lammers (späterer Bürgermeister von Groningen und Almere) die Amsterdamer Polizei von Olijs Aufenthalt, die aber keine Maßnahmen ergriffen habe. 1962 zog Jan Olij nach Isidro Casanova in Argentinien und gab dort niederländischen Journalisten, die ihn aufgespürt hatten, Interviews.  Spätestens ab diesem Zeitpunkt war den niederländischen Behörden seine Adresse bekannt. Nachdem er nicht mehr boxen konnte, verdiente der „baumlange“ Olij seinen Lebensunterhalt auf verschiedene Weise, unter anderem als Personenschützer eines Gouverneurs, Übersetzer und Anstreicher. Ab 1951 besaß er die argentinische Staatsbürgerschaft, die er, wie sein Sohn später berichtete, mit Unterstützung des damaligen niederländischen Botschafters erhielt, der ihm die notwendigen Papiere besorgte.
Im Laufe der Jahre schrieb Jan Olij mehrere Male an die niederländische Justiz und bat erfolglos um Begnadigung. In einem seiner Ersuchen schrieb er: „Der Krieg in Russland mit seinen Verwundungen, Kälte, Hunger und Entbehrungen, später nach dem Krieg die Lager in den Niederlanden, die Flucht nach Spanien durch mehrere Länder, später das Unglück in Südamerika, die große Armut durch das Invalidentum, das sind Geschehnisse, die mich viel gelehrt haben. Alles was ich in meinem Leben in Holland besaß, habe ich durch meinen impulsiven Schritt in der Jugend verloren. [...] immer noch fühle ich mich als Fremder in diesem Land und fühle täglich den Wunsch, in die Niederlande zurückzukehren und noch einmal meine Eltern sehen zu können.“
Mehrfach stellten die Niederlande vergebliche Auslieferungsersuchen an Argentinien. Im Dezember 1988 machte die niederländische Justiz einen neuerlichen Versuch, der noch lebenden niederländischen NS-Kriegsverbrecher in Argentinien (Olij und Abraham Kipp, Riphagen war inzwischen verstorben) habhaft zu werden. Grund dafür war auch, dass das Simon Wiesenthal Center (SWC) öffentlich Druck machte. Obwohl beiden Seiten klar gewesen soll, dass dieses Ersuchen aus rechtlichen Gründen keinen Erfolg haben würde, gab die argentinische Seite wegen des starken Medieninteresses dem Ersuchen zunächst statt. Olij wurde verhaftet, aber nach kurzer Haft wieder freigelassen. Als Gründe für die Nicht-Auslieferung wurden angegeben, dass Olij Argentinier sei, dass Kriegsverbrechen nicht Teil des Auslieferungsvertrages zwischen den Niederlanden und Argentinien und seine Taten verjährt seien. Ein Bundesrichter gab als weiteren Grund an, dass eine Verurteilung in Abwesenheit in Argentinien nicht akzeptiert werde, da Olij keine Gelegenheit gehabt hätte, sich zu verteidigen. Sergio Widder, Vertreter des SWC in Lateinamerika, vertrat die Ansicht, dass Olij wie auch der Abraham Kipp ausgeliefert worden wären, wenn sich die niederländische Regierung energischer bemüht hätte.
Offenbar zog Olij anschließend innerhalb von Argentinien um, denn den niederländischen Behörden war sein weiterer Verbleib unbekannt. Der investigative niederländische Journalist Arnold Karskens fand 2009 heraus, dass Jan Olij 1996 verstorben war. Zum Zeitpunkt seines Todes lebte er in der Umgebung von Buenos Aires. Er liegt auf einem Friedhof in La Matanza begraben.
Der Vater von Jan Olij, Sam Olij, wurde nach dem Krieg von der niederländischen Justiz zum Tode verurteilt, jedoch 1954 aus der Haft entlassen. Das Schicksal des Bruders Kees, der sich ebenfalls in Argentinien aufhielt, ist unbekannt.
In einer 2013 erschienenen Biographie der aus Argentinien stammenden Königin Máxima der Niederlande wurde der Fall Olij neben anderen thematisiert.